# Litewski Narodowy Kościół Katolicki
Litewski Narodowy Kościół Katolicki (en. Lithuanian National Catholic Church) – litewska wspólnota starokatolicka podlegająca pod jurysdykcję Polskiego Narodowego Kościoła Katolickiego. Główna narodowa parafia litewska znajduje się w Scranton w Pensylwanii.

## Historia
Działalność litewskiej niezależnej wspólnoty katolickiej sięga 1913 roku, a jej współpraca PNKK i tym samym Unią Utrechcką rozpoczęła się w 1919 roku.
Litewski Narodowy Kościół Katolicki został powołany w 1924 roku na II Nadzwyczajnym Synodzie PNKK w Scranton. Ideą przyświecająca utworzeniu tej denominacji było prowadzenie misji starokatolickiej wśród Litwinów oraz działania mające na celu łagodzenie antagonizmów narodowościowych polsko-litewskich poprzez krzewienie chrześcijańskich wartości.
Biskupem Litewskiego Narodowego Kościoła Katolickiego był Jan Gritenas, który sprawował swój urząd w latach 1924–1928. Później opiekę nad wiernymi LNKK przejęli biskupi PNKK.